# B Fachada
B Fachada é o nome artístico de Bernardo Cruz Fachada (Lisboa, 1984), é um cantautor e multi-instrumentista português, casado com a artista visual portuguesa, Mané Pacheco. 

## Percurso
Colaborou com Tiago Pereira no documentário Tradição Oral Contemporânea (2008). Em 2009 alcança protagonismo com os discos Um Fim-de-Semana no Pónei Dourado e B Fachada. 
B Fachada fez parte do grupo Diabo na Cruz, de onde saiu após as gravações do disco Roque Popular. 
Em 2010 lança Há Festa Na Moradia na internet e em edição em vinil. No final do ano edita o álbum B Fachada É Pra Meninos a ter grande destaque na imprensa portuguesa. 
Actua em diversas salas e festivais como no CCB, no Optimus Alive 2012, no Festival para Gente Sentada em 2011, no Super Bock Super Rock 2011 no Meco no palco EDP, ou no Super Bock em Stock 2010.  
Actualmente, disponibiliza todos os seus discos (que na maioria dos casos estão esgotados) por transferência e venda direta no Bandcamp. 
Em 2015, começou o projeto Violência Eletrodoméstica com Xavier Almeida, sob o nome de Pato Bravo. 
Em 2018, faz uma participação especial na série Sara, da RTP2, aparecendo como empregado do bar onde decorria o concerto do Ivo, personagem interpretada por Tónan Quito, enquanto o mesmo cantava uma das suas canções Só Te Falta Seres Mulher, que na verdade é uma das músicas do repertório de B Fachada. 

## Discografia
Entre a sua discografia encontram-se: 
- 2007 - Até Toboso (EP)
- 2008 - B sings the lusitanian blues (EP)
- 2008 - Mini CD: produzido por Walter Benjamin (EP)
- 2008 - Viola Braguesa (EP) [17]
- 2009 - Um Fim-de-Semana no Pónei Dourado [18]
- 2009 - B Fachada
- 2010 - Há Festa Na Moradia (EP)
- 2010 - B Fachada É Pra Meninos [19][20]
- 2011 - Deus, Pátria, Família (EP) [21]
- 2011 - B Fachada
- 2012 - Criôlo [22]
- 2012 - Os Sobreviventes, com Minta e João Correia, recriação do primeiro disco de Sérgio Godinho [23]
- 2012 - O Fim [24]
- 2014 - B Fachada [25]
- 2015 - Pega Monstro B Fachada [26]
- 2018 - Viola Braguesa X (EP) [27]
- 2020 - Rapazes e raposas [28]

## Filmografia
- 2008 - B Fachada: tradição oral contemporânea, documentário realizado por Tiago Pereira, com participações de Adélia Garcia e D. Sofia (dos 'Velhos da Torre'), entre outros. [29]